# Can't Catch Tomorrow
Can't Catch Tomorrow (Good Shoes Won't Save You This Time) è il quarto singolo estratto dall'album Liberation Transmission dei Lostprophets, uscito nel 2006.

## Tracce

### CD
CD1
1. Can't Catch Tomorrow (Good Shoes Won't Save You This Time) – 3:36
2. Fight – 4:02 – Demo

CD2
1. Can't Catch Tomorrow (Good Shoes Won't Save You This Time) – 3:36
2. Can't Catch Tomorrow – 3:40 – live from Cardiff
3. Wait – 3:53 – demo

### EP
1. Can't Catch Tomorrow – 3:06 – radio edit
2. Love – 3:11 – demo
3. Distances – 3:57 – demo
4. What You Do – 3:24 – demo
5. Still Falling – 4:26 – demo

### Vinile
1. Can't Catch Tomorrow (Good Shoes Won't Save You This Time) – 3:36
2. Can't Catch Tomorrow – 4:06 – acustica

## Formazione
- Ian Watkins – voce
- Lee Gaze – chitarra
- Mike Lewis – chitarra ritmica
- Stuart Richardson – basso
- Jamie Oliver – sintetizzatore
- Josh Freese – batteria

## Classifiche
| Classifica (2006)      | Posizione massima |
| ---------------------- | ----------------- |
| Official Singles Chart | 35                |